# كريج جلينداي
كريغ غلينداي (بالإنجليزية: Craig Glenday)‏، من مواليد 31 مايو 1973م، في مدينة دندي، اسكتلندا، شمال غرب المملكة المتحدة ، هو رئيس تحرير موسوعة غينيس للأرقام القياسية.

## حياته
كان جلينداي في السابق عامل نظافة في سوبر ماركت، وخباز، وعمل عازف أرغن في الكنيسة، ولاعب طبل مسرحي، وناقد غذائي بالإضافة إلى انه مصور طبي. بدأ اهتمامه بموسوعة غينيس للأرقام القياسية في عام 1983م، عندما كان في العاشرة، وتلقى الكتاب كهدية.

## التعليم
حاصل على ليسانس آداب (BA) في مجال النشر، من جامعة نابير، في مدينة أدنبرة عاصمة اسكتلندا.

## الخبرات والمناصب
قضى سنوات عديدة في تطوير أفكار المجلات، الكتب، والبحوث حيث عمل في المناصب التالية:

### ترينيتي ميرور
- منتج في «ترينيتي ميرور» التابعة لـ (مجموعة بي إل سي) وهي واحدة من أكبر دور نشر الصحف والمجلات في المملكة المتحدة، يملكها القطاع الخاص، وحاصلة على جائزة «المحفظة» تنشر لخمسة صحف وطنية، مثل صحيفة دايلي ميرور وصدى ليفربول، وأكثر من 240 جريدة إقليمية وأكثر من 500 منتج رقمي.
- مدة العمل: مارس 2000 - مارس 2001 (سنة وشهر) لندن، المملكة المتحدة.[2]

### منتصف الصيف للكتب المحدودة
- محرر في شركة (منتصف الصيف) لإنتاج ونشر الأعمال المصنفة، والكتب ومنتجات الطلب الإلكتروني لأكثر من 25 سنة.
- مدة العمل: 1998 - مارس 2000 (سنتين) لندن، المملكة المتحدة.[2]

غينيس للأرقام القياسية

### دار مارشال كافنديش للنشر
- محرر في -دار- مارشال كافنديش التابعة لمجموعة تايمز للنشر، دار تنشر الكتب والدلائل والمجلات والبرامج الرقمية. وهي شركة مساهمة عامة تأسست -كافنديش- في المملكة المتحدة في عام 1968 من قبل نورمان ومارشال كافنديش وتصل منتجاتها إلى جميع انحاء العالم ب 13 لغة عبر شبكاتها في آسيا والولايات المتحدة.[6]
- مدة العمل: 1993 - 1998 (5 سنوات) لندن، المملكة المتحدة.[2]

### iVillageUK
- منتج في وكالة (iVillageUK) وهي واحدة من الوكلات المملوكة لشركة إن بي سي يونيفرسال المهتمة بالمجتمع خاصة، وبالصحة والجمال والمرأة والموضة والنظام الغذائي في المملكة المتحدة.
- مدة العمل: أكتوبر 2001 - مايو 2002 (8 أشهر).[2]

### مجلة أكس فاكتور
- رئيس التحرير ومؤسس مجلة X فاكتور، ومؤلف (Murder-in-Mind).
- مؤلف سلسلة عظماء الجاز وكبار الملحنين.
- مؤلف مجموعة 2 في 1 فن الطبخ.[2]

### موسوعة غينيس للأرقام القياسية
- رئيس تحرير موسوعة غينيس للأرقام القياسية. التي يملكها القطاع الخاص، وتعمل في صناعة الإنتاج الإعلامي.
- مدة العمل: مايو 2002 - حتى الآن (11 عاما 5 أشهر).[2]

- في مقابله اجريت له مع إحدى الصحف البريطانية حول عمله في «غينيس» قال:
| كريج جلينداي | لم يكن لي أي أهداف مهنية ! أردت فقط تجربة العديد من الأشياء الممتعة الممكنة. وهذا المنصب هو جيد جدا لذلك. انها العشوائية، حيث يمكنني تناول وجبة الافطار مع الأقزام و تناول طعام الغداء مع رواد الفضاء. | كريج جلينداي |

## مؤلفاته
كتيب التحقيق في الأجسام المجهولة (The UfO Investigator's Handbook)
الكتيب هو المرجع الأساسي لمحققي UFO وهو دليل ارشادي جدي وعملي لاستكشاف وتحديد أسرار الأنشطة الغريبة أو مايسمى بالأجسام الطائرة المجهولة المزعومة. يتضمن هذا الكتاب: أكثر من 240 صورة فوتوغرافية بالألوان الكاملة والرسوم التوضيحية.
- عدد الصفحات 144 صفحة.
- التاريخ: 20/ 7/ 1999م.
- بلد النشر: الولايات المتحدة.
- ردمك: 	0762406194

كتيب مراقب مصاص الدماء (The Vampire Watchers Notebook)
خلاصة وافية ودليل لمطاردة مصاصي الدماء، يستكشف فيه المؤلف 'واقع' وتاريخ مصاصي الدماء من خلال الخرافات والأساطير والحقائق من جميع أنحاء العالم. ويتضمن صور شخصية متمردة - المارقة- من الأمثلة الشهيرة، الممتدة من [فلاد الثالث المخوزق|فلاد المخوزق] «دراكولا» إلى الكونتيسة إليزابيث باثوري «كونتيسة الدم» (التي تشرب دم العذارى!) مع استكمال شروح من صاحب الكتاب الأصلي (مازال اسمه مجهول). ويقدم نصائح مفيدة لأولئك الذين يشاهدون ويقتربون من المخلوقات غير الطبيعية دون ان ينتهي بهم الأمر ضمن قائمة العشاء.
- عدد الصفحات 160 صفحة.
- التاريخ: 04/ 12/ 2003م
- بلد النشر: الولايات المتحدة الأمريكية.
- ردمك: 031231504X

بالإضافة إلى رئاسته واعمالة التحريرة وتأليفه إصدارات الموسوعة باكثر من لغة:
- غينيس للأرقام القياسية 2006.
- غينيس للأرقام القياسية 2007.
- غينيس للأرقام القياسية العالمية لعام 2008.
- غينيس للأرقام القياسية، 2009.
- موسوعة جينيس العالمية 2009 (غينيس للأرقام القياسية (الإسبانية))،(الطبعة الإسبانية).
- غينيس للأرقام القياسية 2010.
- غينيس للأرقام القياسية 2010 (إعادة نشر).
- غينيس للأرقام القياسية عام 2011 .
- غينيس للأرقام القياسية عام 2012.
- غينيس للأرقام القياسية 2013.
- غينيس للأرقام القياسية (موسوعة غينيس للأرقام)، (الطبعة الإسبانية).

## جلينداي يقدم المساعدة
بأمكان الأشخاص من كافة انحاء العالم التواصل مع جلينداي للمساعدة أو للاستفسار عن:
- الفرص الوظيفية.
- المشاريع الجديدة.
- طلبات الخبرة الفنية.
- الطلبات المرجعية.
- الصفقات التجارية.
- الوظائف الشاغرة.
- يقدم الاستشارات.

## وصلات خارجية
- كريج جلينداي على موقع IMDb (الإنجليزية)
- كريج جلينداي على موقع قاعدة بيانات الفيلم (الإنجليزية)
- موسوعة غينيس للأرقام القياسية
- مقابلة مع «كريغ غلينداي رئيس تحرير موسوعة غينيس للإرقام»، صحيفة «ذا سكوتس مان» بـ (اللغة الإنجليزية)